# Banca di Paternò
La Banca di Paternò è stato un istituto di credito italiano di Paternò, tra i primi a sorgere nella provincia di Catania.

## Storia
Venne fondata il 7 febbraio 1886 da 74 soci con capitale di lire 6.840, inizialmente come banca cooperativa, resa operativa tre mesi dopo, e trasformata l'anno successivo in società per azioni con la denominazione Banca Popolare di Paternò.
Divenuta Banca di Paternò nel 1958, fu per oltre ottant'anni la prima impresa cittadina per dimensioni e per patrimonio, e si caratterizzò nel concedere prestiti a ogni categoria sociale e di elargire annualmente cospicue somme a diversi enti cittadini di assistenza e beneficenza.
Andata in crisi di liquidità, la banca paternese fu commissariata nel 1984 e affidata all'Istituto Centrale di Banche e Banchieri (Istbank) che, una volta completato il risanamento, procedette all'incorporazione dell'Istituto nel Banco di Credito di San Giuliano di Caltagirone, che nel 1989 modificò la propria ragione sociale in Società di Banche Siciliane.